# هوغو فيلانويفا
هوغو فيلانويفا (بالإسبانية: Hugo Villanueva)‏ هو لاعب كرة قدم تشيلي في مركز الدفاع، ولد في 9 أبريل 1939 في تشيلي. شارك مع منتخب تشيلي لكرة القدم. أما مع النوادي، فقد لعب مع نادي أونيفرسيداد دي تشيلي.

## وصلات خارجية
- هوغو فيلانويفا على موقع الاتحاد الدولي (مؤرشف)  (الإنجليزية)
- هوغو فيلانويفا على موقع قاعدة بيانات كرة القدم.إي يو (الإنجليزية)
- هوغو فيلانويفا على موقع ناشيونال فوتبول تيمز (الإنجليزية)
- هوغو فيلانويفا على موقع عالم كرة القدم.نت (الإنجليزية)